# Gennadij Zjidko
Gennadij Valerijevitj Zjidko (ryskaː Геннадий Валериевич Жидко), född 12 september 1965 i Jangiabad i provinsen Tasjkent i Uzbekiska SSR (nu Yangiobod i Uzbekistan), död 16 augusti 2023 i Moskva, var en rysk arméofficer.
Gennadij Zjidko utexaminerades från Tasjkents pansarmilitärskola 1987 och blev därefter plutonchef inom en motoriserad infanteridivision. År 1997 examinerades han från Malinovskij militärakademi i Moskva och var därefter från 2001 chef för ett motoriserat infanteriregemente i Dusjanbe i Tadzjikistan.
År 2007 utexaminerades Zjidko från Generalstabens militärakademi i Moskva, varefter han 2007–2009 var divisionschef i Volgograd och 2009–2011 vicechef för en arméfördelning i Voronezj. År 2016 befordrades han till generalmajor, 2018 till generallöjtnant och 2020 till generalöverste. År 2017 blev han biträdande chef för försvarsmaktens generalstab och 2018 chef för Östra militärdistriktet med högkvarter i Chabarovsk.
I november 2021 blev Zjidko en av de biträdande försvarsministrarna, chef för "De ryska väpnade styrkornas direktorat för militära och politiska frågor". I slutet av maj 2022 rapporterades att Gennadij Zjidko hade efterträtt Aleksandr Dvornikov som överbefälhavare för de ryska invasionsstyrkorna i Rysslands invasion av Ukraina 2022. Han efterträddes som överbefälhavare den 8 oktober samma år av Sergej Surovikin.
Gennadij Zjidko togs upp på den amerikanska regeringens sanktionslista i juli 2022.